# Fahlenberg (Schneckenlohe)
Fahlenberg ist eine Wüstung auf dem Gemeindegebiet von Schneckenlohe im Landkreis Kronach (Oberfranken, Bayern).

## Geographie
Die Einöde lag auf einer Höhe von 321 m ü. NHN. Das Waldgebiet Im Schrot grenzt im Südwesten an, ansonsten ist der Ort von Acker- und Grünland umgeben. Beikheim liegt 1,6 km nordöstlich von Fahlenberg.

## Geschichte
Der Ort wurde in der ersten Hälfte des 19. Jahrhunderts auf dem Gemeindegebiet von Beikheim gegründet.

### Einwohnerentwicklung
| Jahr      | 001861 | 001871 | 001885 |
| Einwohner | 3      | 4      | 6      |
| Häuser    |        |        | 1      |
| Quelle    | [ 4 ]  | [ 5 ]  | [ 6 ]  |

## Religion
Der Ort war evangelisch-lutherisch geprägt und nach St. Laurentius (Schmölz) gepfarrt.

## Weblink
- Fahlenberg in der Ortsdatenbank des bavarikon, abgerufen am 20. August 2021.